# 2004년 알호세이마 지진
2004년 알호세이마 지진은 2004년 2월 24일 오전 3시 27분(현지 시각) 모로코 북부 해안 지역에서 발생한 지진이다. 주향이동단층형 지진이며 모멘트 규모 Mw6.3으로 관측되었다. 수정 메르칼리 진도 계급으로는 최대 IX의 진동을 관측했다. 이 지진으로 624-631명이 사망했고 926명이 부상을 입었으며, 12,539-15,000명이 집을 잃고 이재민이 되었다. 대부분의 지진 피해는 알호세이마-임주렌-브니압달라흐 지역에 집중되었다. 지진의 흔들림은 모로코 외에도 스페인 남부와 지브롤터, 알제리 일부에서도 관측되었다.

## 지질학적 구조
모로코는 아프리카판과 유라시아판 사이 경계 가까이에 있으며, 모로코 북쪽에는 아조레스-지브롤터 변환단층이 지난다. 이 변환단층은 우수향 주향변환단층인데 동쪽 끝에서 주향제압(Transpression) 현상이 일어나 큰 스러스트 단층이 형성되어 있다. 지브롤터 해협 동쪽의 알보란해에서는 대륙 충돌형 경계로 변한다. 모로코에서 일어나는 대부분의 지진은 이런 판 경계의 움직임과 관련이 있으며 판 경계와 가까운 모로코 북부에서 지진이 가장 많이 발생한다.
이번 본진이 일어난 지역은 아프리카판과 유라시아판 사이 경계인 리프 지방 동쪽 끄트머리로, 주향이동단층 경계가 이어져 있는 곳이다.

## 지진
발진기구 분석 결과 이 지진은 동북-서남쪽을 축으로 한 좌수향 주향이동단층에서 발생한 지진이다. 또한 지진의 진원은 1994년 5월 26일 발생했던 규모 M6.0의 지진 진원지와 거의 유사하다. 이 당시에는 1명이 부상을 입었으며 어도비 양식으로 지은 건물 일부분이 피해를 입었다.

## 여진
본진 이후에도 수 차례의 여진으로 최소 3명이 사망하고 이전의 본진으로 약해졌던 건물이 무너지는 피해가 있었다.

## 피해
아지다르와 브니압달라흐 마을 사이 곳곳에서 지반 균열과 산사태가 발생했으며, 임주렌 마을에서는 최대 0.24 g의 최대 지반 가속도가 관측되었다. 특히 피해 지역의 주택은 대부분 지진을 버틸 수 없는 진흙구조로 만들어졌고 주민들이 잠을 자고 있는 시간에 지진이 발생해 피해가 더 커졌다.

## 반응
3월 7일, 대우인터내셔널은 지진 피해를 입은 모로코 정부에 의약품과 의류 1만달러어치를 원조하겠다고 발표했다. 또한 3월 5일 이태용 대우인터내셔널 사장이자 한-모로코 경제협력위원회 위원장은 주한 모로코 대사관을 찾아가 위로의 말과 함께 원조 제공을 말했다.

## 같이 보기
- 2004년 지진
- 모로코의 지진 목록

## 참고 문헌
- Akoglu, A. M.; Cakir, Z.; Meghraoui, M.; Belabbes, S.; El Alami, S. O.; Ergintav, S.; Akyüz, H. Serdar (2006), “The 1994–2004 Al Hoceima (Morocco) earthquake sequence: Conjugate fault ruptures deduced from InSAR” (PDF), 《Earth and Planetary Science Letters》 252 (3–4): 467–480, Bibcode:2006E&PSL.252..467A, doi:10.1016/j.epsl.2006.10.010
- Cakir, Z.; Meghraoui, M.; Akoglu, A. M.; Jabour, N.; Belabbes, S.; Ait-Brahim, L. (2006), “Surface Deformation Associated with the Mw 6.4, 24 February 2004 Al Hoceima, Morocco, Earthquake Deduced from InSAR: Implications for the Active Tectonics along North Africa”, 《Bulletin of the Seismological Society of America》 96 (1): 59–68, Bibcode:2006BuSSA..96...59C, doi:10.1785/0120050108, 2014년 7월 7일에 원본 문서에서 보존된 문서, 2023년 9월 11일에 확인함
- Stich, D.; de Lis Mancilla, F.; Baumont, D.; Morales, J. (2005), “Source analysis of the Mw 6.3 2004 Al Hoceima earthquake (Morocco) using regional apparent source time functions” (PDF), 《Journal of Geophysical Research》 110 (B06306): 1–13, Bibcode:2005JGRB..110.6306S, doi:10.1029/2004jb003366, 2013년 10월 29일에 원본 문서 (PDF)에서 보존된 문서, 2013년 10월 28일에 확인함
- Telesca, L.; Rouai, M.; Cherkaoui, T. E. (2009), “Time-clustering behavior in the sequence of the aftershocks of the Al-Hoceima (Morocco) 24 February 2004 earthquake”, 《Natural Hazards and Earth System Sciences》 9 (6): 2063–2066, doi:10.5194/nhess-9-2063-2009